# Joshua Eijgenraam
Joshua Eijgenraam (Berkel en Rodenrijs, 18 febbraio 2002) è un calciatore olandese, centrocampista del VVV-Venlo.

## Carriera
Cresciuto nel settore giovanile dell'Excelsior, ha esordito in prima squadra il 20 novembre 2020, in occasione dell'incontro di Eerste Divisie vinto 4-1 contro lo Jong AZ Alkmaar.

## Statistiche

### Presenze e reti nei club
Statistiche aggiornate al 31 agosto 2022.
| Stagione        | Squadra         | Campionato      | Campionato | Campionato | Coppe nazionali | Coppe nazionali | Coppe nazionali | Coppe continentali | Coppe continentali | Coppe continentali | Altre coppe | Altre coppe | Altre coppe | Totale | Totale |
| Stagione        | Squadra         | Comp            | Pres       | Reti       | Comp            | Pres            | Reti            | Comp               | Pres               | Reti               | Comp        | Pres        | Reti        | Pres   | Reti   |
| --------------- | --------------- | --------------- | ---------- | ---------- | --------------- | --------------- | --------------- | ------------------ | ------------------ | ------------------ | ----------- | ----------- | ----------- | ------ | ------ |
| 2020-2021       | Excelsior       | 1D              | 1          | 0          | CO              | 0               | 0               |                    | -                  | -                  |             | -           | -           | 1      | 0      |
| 2021-2022       | Excelsior       | 1D              | 32+6       | 0          | CO              | 1               | 0               |                    | -                  | -                  |             | -           | -           | 39     | 0      |
| 2022-2023       | Excelsior       | ED              | 4          | 0          | CO              | 0               | 0               |                    | -                  | -                  |             | -           | -           | 4      | 0      |
| Totale carriera | Totale carriera | Totale carriera | 43         | 0          |                 | 1               | 0               |                    | -                  | -                  |             | -           | -           | 44     | 0      |